# 歯茎鼻音
歯茎鼻音（しけい びおん）とは子音の種類の一つ。舌端と歯茎で閉鎖を作り、口蓋帆を下げて呼気を鼻へも通すことによって生じる音。国際音声記号では [n] と書く。

## 特徴
- 気流の起こし手 - 肺臓気流機構によって生じる呼気。
- 発声 - 声帯の振動を伴った有声音。
- 調音
  - 調音位置 - 舌端と歯茎による歯茎音。
  - 調音方法
    - 口腔内の気流 - 舌の中央の隙間を気流が通る中線音。
    - 調音器官の接近度 - 完全な閉鎖とその開放による閉鎖音。
    - 口蓋帆の位置 - 口蓋帆を下げて鼻腔へも呼気を送った鼻音。

## 変種
この子音はその変異によって以下のような記号をつけて記述される。
| IPA | 記述                |
| --- | ------------------- |
| n   | 普通の n            |
| n̪   | 歯音のn             |
| n̪̊   | 無声音化した歯音のn |
| n̥   | 無声音のn           |

## 言語例
この音は多くの言語に存在する。日本語では /ナ/, /ノ/ などの頭子音。